# Grand Prix Formule 1 van Italië 2013
De Grand Prix Formule 1 van Italië 2013 werd gehouden op 8 september 2013 op het Autodromo Nazionale Monza. Het was de twaalfde race van het kampioenschap.

## Wedstrijdverslag

### Achtergrond

#### DRS-systeem
Voor het DRS-systeem worden er twee DRS-zones gebruikt. De eerste zone ligt op het rechte stuk van start-finish tussen bocht 11 en bocht 1, het detectiepunt voor deze zone bevindt zich vlak voor bocht 11. De tweede zone ligt op het rechte stuk tussen bocht 7 en bocht 8, het detectiepunt voor deze zone bevindt zich voor bocht 7. De DRS gaat alleen open als een coureur zich op het de detectiepunt binnen een seconde afstand van zijn voorganger bevindt.

### Kwalificatie
Sebastian Vettel behaalde voor Red Bull Racing de pole position, voor teamgenoot Mark Webber. Nico Hülkenberg verraste door met een niet competitieve Sauber de derde startplaats op te eisen. Het Ferrari-duo Felipe Massa en Fernando Alonso starten als vierde en vijfde, voor de Mercedes van Nico Rosberg. De Toro Rosso-coureurs Daniel Ricciardo en Jean-Éric Vergne starten respectievelijk als zevende en tiende, met het McLaren-duo Sergio Pérez en Jenson Button tussen hen in.
Na afloop van de kwalificatie werd Force India-coureur Adrian Sutil drie plaatsen naar achteren gezet vanwege het hinderen van de Mercedes van Lewis Hamilton in Q2, waardoor hij als zeventiende moet starten.

### Race
De race werd ook gewonnen door Sebastian Vettel. Fernando Alonso en Mark Webber stonden naast hem op het podium. De vierde plaats ging naar Felipe Massa, die een sterke Nico Hülkenberg achter zich hield, die op zijn beurt Nico Rosberg achter zich aan zag rijden. Daniel Ricciardo behaalde de zevende plaats, voor de Lotus van Romain Grosjean en de Mercedes van Lewis Hamilton. Jenson Button wist met moeite het laatste puntje te veroveren.

## Vrije trainingen
- Er wordt enkel de top 5 weergegeven.

| Vrije training 1 | Pos | No | Coureur          | Constructeur            | Tijd     |
| ---------------- | --- | -- | ---------------- | ----------------------- | -------- |
| Vrije training 1 | 1   | 10 | Lewis Hamilton   | Mercedes                | 1:25.565 |
| Vrije training 1 | 2   | 3  | Fernando Alonso  | Ferrari                 | 1:25.600 |
| Vrije training 1 | 3   | 9  | Nico Rosberg     | Mercedes                | 1:25.704 |
| Vrije training 1 | 4   | 1  | Sebastian Vettel | Red Bull Racing-Renault | 1:25.753 |
| Vrije training 1 | 5   | 7  | Kimi Räikkönen   | Lotus-Renault           | 1:25.941 |
| Vrije training 2 | Pos | No | Coureur          | Constructeur            | Tijd     |
| Vrije training 2 | 1   | 1  | Sebastian Vettel | Red Bull Racing-Renault | 1:24.453 |
| Vrije training 2 | 2   | 2  | Mark Webber      | Red Bull Racing-Renault | 1:25.076 |
| Vrije training 2 | 3   | 7  | Kimi Räikkönen   | Lotus-Renault           | 1:25.116 |
| Vrije training 2 | 4   | 8  | Romain Grosjean  | Lotus-Renault           | 1:25.116 |
| Vrije training 2 | 5   | 3  | Fernando Alonso  | Ferrari                 | 1:25.330 |
| Vrije training 3 | Pos | No | Coureur          | Constructeur            | Tijd     |
| Vrije training 3 | 1   | 1  | Sebastian Vettel | Red Bull Racing-Renault | 1:24.360 |
| Vrije training 3 | 2   | 3  | Fernando Alonso  | Ferrari                 | 1:24.643 |
| Vrije training 3 | 3   | 2  | Mark Webber      | Red Bull Racing-Renault | 1:24.677 |
| Vrije training 3 | 4   | 10 | Lewis Hamilton   | Mercedes                | 1:24.712 |
| Vrije training 3 | 5   | 6  | Sergio Pérez     | McLaren-Mercedes        | 1:24.864 |

Testcoureurs:

- James Calado (Force India-Mercedes, P17)
- Heikki Kovalainen (Catherham-Renault, P21)
- Tiago Monteiro (Marussia-Cosworth, P22)

## Kwalificatie
| Pos                 | No | Coureur             | Constructeur            | Q1       | Q2       | Q3       | Grid |
| ------------------- | -- | ------------------- | ----------------------- | -------- | -------- | -------- | ---- |
| 1                   | 1  | Sebastian Vettel    | Red Bull Racing-Renault | 1:24.319 | 1:23.977 | 1:23.755 | 1    |
| 2                   | 2  | Mark Webber         | Red Bull Racing-Renault | 1:24.923 | 1:24.263 | 1:23.968 | 2    |
| 3                   | 11 | Nico Hülkenberg     | Sauber-Ferrari          | 1:24.776 | 1:24.305 | 1:24.065 | 3    |
| 4                   | 4  | Felipe Massa        | Ferrari                 | 1:24.950 | 1:24.479 | 1:24.132 | 4    |
| 5                   | 3  | Fernando Alonso     | Ferrari                 | 1:24.661 | 1:24.227 | 1:24.142 | 5    |
| 6                   | 9  | Nico Rosberg        | Mercedes                | 1:24.527 | 1:24.393 | 1:24.192 | 6    |
| 7                   | 19 | Daniel Ricciardo    | STR-Ferrari             | 1:24.655 | 1:24.290 | 1:24.209 | 7    |
| 8                   | 6  | Sergio Pérez        | McLaren-Mercedes        | 1:24.635 | 1:24.592 | 1:24.502 | 8    |
| 9                   | 5  | Jenson Button       | McLaren-Mercedes        | 1:24.739 | 1:24.563 | 1:24.515 | 9    |
| 10                  | 18 | Jean-Éric Vergne    | STR-Ferrari             | 1:24.630 | 1:24.575 | 1:28.050 | 10   |
| 11                  | 7  | Kimi Räikkönen      | Lotus-Renault           | 1:24.819 | 1:24.610 |          | 11   |
| 12                  | 10 | Lewis Hamilton      | Mercedes                | 1:24.589 | 1:24.803 |          | 12   |
| 13                  | 8  | Romain Grosjean     | Lotus-Renault           | 1:24.737 | 1:24.848 |          | 13   |
| 14                  | 15 | Adrian Sutil        | Force India-Mercedes    | 1:25.030 | 1:24.932 |          | 17   |
| 15                  | 17 | Valtteri Bottas     | Williams-Renault        | 1:24.905 | 1:25.011 |          | 14   |
| 16                  | 14 | Paul di Resta       | Force India-Mercedes    | 1:25.009 | 1:25.077 |          | 15   |
| 17                  | 12 | Esteban Gutiérrez   | Sauber-Ferrari          | 1:25.226 |          |          | 16   |
| 18                  | 16 | Pastor Maldonado    | Williams-Renault        | 1:25.291 |          |          | 18   |
| 19                  | 21 | Giedo van der Garde | Caterham-Renault        | 1:26.406 |          |          | 19   |
| 20                  | 20 | Charles Pic         | Caterham-Renault        | 1:26.563 |          |          | 20   |
| 21                  | 22 | Jules Bianchi       | Marussia-Cosworth       | 1:27.085 |          |          | 21   |
| 22                  | 23 | Max Chilton         | Marussia-Cosworth       | 1:27.480 |          |          | 22   |
| 107% tijd: 1:30.221 |    |                     |                         |          |          |          |      |

## Race
| Pos | No | Coureur             | Constructeur            | Rondes | Tijd/Oorzaak uitval | Grid | Punten |
| --- | -- | ------------------- | ----------------------- | ------ | ------------------- | ---- | ------ |
| 1   | 1  | Sebastian Vettel    | Red Bull Racing-Renault | 53     | 1:18:33.352         | 1    | 25     |
| 2   | 3  | Fernando Alonso     | Ferrari                 | 53     | +5.467              | 5    | 18     |
| 3   | 2  | Mark Webber         | Red Bull Racing-Renault | 53     | +6.350              | 2    | 15     |
| 4   | 4  | Felipe Massa        | Ferrari                 | 53     | +9.361              | 4    | 12     |
| 5   | 11 | Nico Hülkenberg     | Sauber-Ferrari          | 53     | +10.355             | 3    | 10     |
| 6   | 9  | Nico Rosberg        | Mercedes                | 53     | +10.999             | 6    | 8      |
| 7   | 19 | Daniel Ricciardo    | STR-Ferrari             | 53     | +32.329             | 7    | 6      |
| 8   | 8  | Romain Grosjean     | Lotus-Renault           | 53     | +33.130             | 13   | 4      |
| 9   | 10 | Lewis Hamilton      | Mercedes                | 53     | +33.527             | 12   | 2      |
| 10  | 5  | Jenson Button       | McLaren-Mercedes        | 53     | +38.327             | 9    | 1      |
| 11  | 7  | Kimi Räikkönen      | Lotus-Renault           | 53     | +38.695             | 11   |        |
| 12  | 6  | Sergio Pérez        | McLaren-Mercedes        | 53     | +39.765             | 8    |        |
| 13  | 12 | Esteban Gutiérrez   | Sauber-Ferrari          | 53     | +40.880             | 16   |        |
| 14  | 16 | Pastor Maldonado    | Williams-Renault        | 53     | +49.085             | 18   |        |
| 15  | 17 | Valtteri Bottas     | Williams-Renault        | 53     | +56.827             | 14   |        |
| 16  | 15 | Adrian Sutil        | Force India-Mercedes    | 52     | Uitgevallen         | 17   |        |
| 17  | 20 | Charles Pic         | Caterham-Renault        | 52     | + 1 ronde           | 20   |        |
| 18  | 21 | Giedo van der Garde | Caterham-Renault        | 52     | + 1 ronde           | 19   |        |
| 19  | 22 | Jules Bianchi       | Marussia-Cosworth       | 52     | + 1 ronde           | 21   |        |
| 20  | 23 | Max Chilton         | Marussia-Cosworth       | 52     | + 1 ronde           | 22   |        |
| DNF | 18 | Jean-Éric Vergne    | STR-Ferrari             | 38     | Versnellingsbak     | 10   |        |
| DNF | 14 | Paul di Resta       | Force India-Mercedes    | 0      | Ongeval             | 15   |        |

## Standen na de Grand Prix
- Er wordt enkel de top 5 weergegeven.

| Positie | Nummer | Rijder           | Team                    | Punten |
| ------- | ------ | ---------------- | ----------------------- | ------ |
| 1 ()    | 1      | Sebastian Vettel | Red Bull Racing-Renault | 222    |
| 2 ()    | 3      | Fernando Alonso  | Ferrari                 | 169    |
| 3 ()    | 10     | Lewis Hamilton   | Mercedes                | 141    |
| 4 ()    | 7      | Kimi Räikkönen   | Lotus-Renault           | 134    |
| 5 ()    | 2      | Mark Webber      | Red Bull Racing-Renault | 130    |

| Positie | Nummers | Team                    | Rijders                        | Punten |
| ------- | ------- | ----------------------- | ------------------------------ | ------ |
| 1 ()    | 1 2     | Red Bull Racing-Renault | Sebastian Vettel Mark Webber   | 352    |
| 2 (1)   | 3 4     | Ferrari                 | Fernando Alonso Felipe Massa   | 248    |
| 3 (1)   | 9 10    | Mercedes                | Nico Rosberg Lewis Hamilton    | 245    |
| 4 ()    | 7 8     | Lotus-Renault           | Kimi Räikkönen Romain Grosjean | 191    |
| 5 ()    | 5 6     | McLaren-Mercedes        | Jenson Button Sergio Pérez     | 66     |